# Ice Age 6
Kỷ băng hà 6 (tên tiếng Anh: Ice Age 6) là bộ phim hoạt hình thuộc thể loại hài phiêu lưu của Hoa Kỳ được sản xuất bởi 20th Century Animation và do 20th Century Studios phân phối. Đây là phần hậu truyện của Kỷ băng hà: Trời sập (2016), phần phim chính thứ sau và đồng thời cũng là bộ phim thứ bảy trong loạt phim thương hiệu Kỷ băng hà. Ray Romano, John Leguizamo, Denis Leary, Simon Pegg và Queen Latifah đều xác nhận sẽ trở lại lồng tiếng cho các vai diễn từ các phần phim trước của họ. Phần phim này sẽ là bộ phim điện ảnh đầu tiên của chuỗi phim Kỷ băng hà không được sản xuất bởi Blue Sky Studios, sau khi hãng phim này bị đóng cửa vào ngày 10 tháng 4, 2021.
Kế hoạch cho phần phim thứ 6 của Kỷ băng hà đã được thông báo vào tháng 6 năm 2016, khi đồng đạo diễn Galen T. Chu tuyên bố rằng anh đã có vài ý tưởng cho phần phim thứ 6, mặc dù tạp chí Bustle đã chú thích về việc cơ hội sản xuất của phần phim thứ sáu sẽ phụ thuộc cao vào doanh thu của phần phim thứ năm. Bộ phim cuối cùng cũng được tiết lộ đang trong quá trình phát triển bởi Leguizamo vào tháng 9 năm 024, và những thông tin của bộ phim liên tục được cập nhật vào tháng 11 tiếp theo.
Kỷ băng hà 6 được công chiếu tại các rạp phim ở Hoa Kỳ vào ngày 18 tháng 12, 2026.

## Lồng tiếng
- Ray Romano lồng tiếng Manny, một con voi ma mút lông xoăn và là thủ lĩnh đồng thời là người đồng sáng lập của Bầy Đàn.[2]
- John Leguizamo lồng tiếng Sid, một con lười đất thời tiền sử và là người đồng sáng lập của Bầy Đàn.[2]
- Denis Leary lồng tiếng Diego, một con hổ răng kiếm và là đồng thủ lĩnh cũng như người đồng sáng lập của Bầy Đàn.[2]
- Simon Pegg lồng tiếng Buckminster "Buck" Wild, một con chồn một mắt và đồng thời là thợ săn khủng long.[2]
- Queen Latifah lồng tiếng Ellie, một con voi ma mút lông xoăn cái, vợ của Manny và đồng thời là thành viên của Bầy Đàn.[2]

## Sản xuất
Về khả năng sản xuất cho phần hậu truyện của Kỷ băng hà: Trời sập, vào tháng 6 năm 2016, đồng đạo diễn Galen T. Chu đã nói rằng anh có một vài ý tưởng cho phần thứ sáu của chuỗi thương hiệu Kỷ băng hà.
Tháng 2 năm 2022, nhà sản xuất Lori Forte đã thảo luận về khả năng cho phầm hậu truyện tiếp theo trong quá trình quảng bá cho The Ice Age Adventures of Buck Wild (tạm dịch: Kỷ băng hà: Cuộc phiêu lưu của Buck Wild) và nói rằng: "Tôi nghĩ nó có một chút hơi sớm. Nhưng chúng tôi đều hy vọng mọi người sẽ có phản hồi về điều này và điều này sẽ thúc đẩy chúng tôi có thể làm một bộ phim khác. Nếu những khán giả muốn nó, chúng tôi có rất nhiều ý tưởng. Không có giới hạn về những ý tưởng sáng tạo và những hành trình phiêu lưu cũng như là những nhân vật, nên chúng tôi đã sẵn sàng khi họ cũng đã sẵn sàng."
Vào tháng 9, 2024, John Leguizamo, diễn viên lồng tiếng cho nhan vật Sid của loạt phim Kỷ băng hà, đã tiết lộ rằng phần thứ sáu của loạt phim đang được phát triển. Và tiếp theo vào tháng 11 năm 2024, trong sự kiện D23 tại Brazil, bộ phim đã chính thức được công bố đang trong quá trình sản xuất với sự xác nhận trở lại tham gia lồng tiếng cho các nhân vật từ các phần phim trước bao gồm Ray Romano, Leguizamo, Denis Leary, Simon Pegg và Queen Latifah.

## Phát hành
Kỷ băng hà 6 được công chiếu tại các rạp phim ở Hoa Kỳ vào ngày 18 tháng 12, 2026.